# Burhinus
Burhinus és un gènere d'ocells de la família dels burrínids (Burhinidae) que habita en gran part del món. Als Països Catalans hi viu el torlit (B.oedicnemus).

## Taxonomia
Segons la classificació del Congrés Ornitològic Internacional (versió 13.2, 2023), aquest gènere està format per 8 espècies:
- torlit de Veneçuela (Burhinus bistriatus).
- torlit pigallat (Burhinus capensis).
- torlit australià (Burhinus grallarius).
- torlit de l'Índia (Burhinus indicus).
- torlit comú (Burhinus oedicnemus).
- torlit del Senegal (Burhinus senegalensis).
- torlit del Perú (Burhinus superciliaris).
- torlit d'aigua (Burhinus vermiculatus).